# Monteirópolis
Monteirópolis é um município brasileiro do estado de Alagoas. Possui uma área de 86,097 km², sendo o 6° maior município da microrregião de Batalha, e tendo, em 2010, uma população de 6.944 habitantes.

## História
A cidade de Monteirópolis foi fundada no dia 15 de junho de 1960.